# Saxhorn

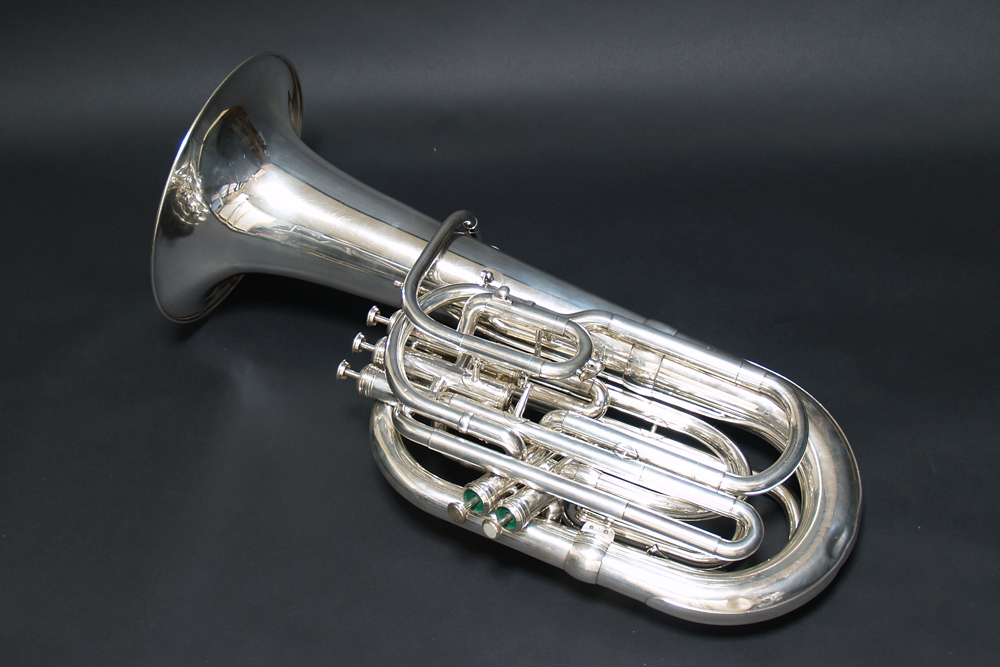
Saxhorn Baix en Si b A.Courtois 166

El Saxhorn és un instrument de vent metall en forma de tuba vertical, dissenyat i desenvolupat originalment per Adolphe Sax. En la classificació Hornbostel-Sachs és un aeròfon de columna del tipus trompeta amb mecanismes per a modificar el so fonamental. Es pot construir en diverses mides, des del sopranino fins al contrabaix, i tots plegats formen una extensa família. Consisteix en un tub metàl·lic doblegat semblant a una trompeta o bé, sobretot en els instruments germànics, de forma el·líptica.
L'embocadura sol estar situada formant un angle recte amb el pavelló, per la qual cosa se sol tocar amb la campana en posició vertical, com el bombardí i la tuba. El broquet és metàl·lic de perforació hemisfèrica, i es genera el so a través de la vibració dels llavis, que és recollida en el broquet. El cos de l'instrument és un tub de metall cilíndric que acaba en un pavelló. Solen dur tres o quatre pistons i vàlvules per modular el so.
Va ser molt emprat en les bandes militars i municipals de França, Bèlgica, Anglaterra i els Estats Units durant la primera meitat del segle xix.
Pel que fa a la seva nomenclatura, el mateix Sax no va fer servir el terme saxhorn per referir-s'hi, per la qual cosa van sorgir noms variats o fins i tot confusions amb altres instruments semblants de vent metall. Per aquest fet, actualment hi ha una notable confusió terminològica a l'hora de denominar aquesta família d'instruments, de manera que de vegades se'ls anomena bugle, corneta, fiscorn, tuba, eufoni, bombardó, etc.